# Rejon kosowski (do 2020)
Rejon kosowski (ukr. Косівський район) – rejon w składzie obwodu iwanofrankowskiego.
Został utworzony w 1939, jego powierzchnia wynosi 986 km², a ludność liczy 90 100 osób. Władze rejonu znajdują się w Kosowie.

## Spis miejscowości
- Akreszory (Акрешори)
- Babin (Бабин)
- Bania-Berezów (Баня-Березів)
- Berezów Niżny (Нижній Березів)
- Berezów Średni (Середній Березів)
- Berezów Wyżny (Вижній Березів)
- Brusturiw (Брустурів)
- Chomczyn (Химчин)
- Cuculin (Цуцулин)
- Czerhanówka (Черганівка)
- Horod (Город)
- Hucułówka (Гуцулівка)
- Jabłonów (Яблунів)
- Jaworów (Яворів)
- Kobaki (Кобаки)
- Korosty (Корости)
- Kosmacz (Космач)
- Kosów (Косів)
- Kosów Stary (Старий Косів)
- Krzywe Brody (Кривоброди)
- Kuty (Кути)
- Kuty Stare (Старі Кути)
- Lucza[1] (Люча)
- Luczki (Лючки)
- Mykietyńce (Микитинці)
- Pistyń (Пістинь)
- Prokurawa (Прокурава)
- Ryczka (Річка)
- Roztoki (Розтоки)
- Rożen Mały (Малий Рожин)
- Rożen Wielki (Великий Рожин)
- Rożnów (Рожнів)
- Rybno (Рибне)
- Słobódka (Слобідка)
- Smodna (Смодна)
- Sokołówka (Соколівка)
- Stopczatów (Стопчатів)
- Szepit (Шепіт)
- Szeszory[2] (Шешори)
- Śnidawka (Снідавка)
- Tekucza (Текуче)
- Tracz (Трач)
- Tudiów (Тюдів)
- Utoropy[3] (Уторопи)
- Wierzbowiec[4] (Вербовець)

nieistniejące
- Moskalówka[5] -  obecnie część Kosowa